# Кирил Пенушлиски
Кирил Илиев Пенушлиски (на македонска литературна норма: Кирил Илиев Пенушлиски) е виден фолклорист от Република Македония, смятан за основоположник на фолклористиката в страната.

## Биография
Пенушлиски е роден в Солун на 15 ноември 1912 година. Татко му Илия Пенушлиев е търговец, а майката Катерина - домакиня. Завършва основно образование в родния си град, а след това гимназия в Скопие, Кралство Югославия в 1931 година. В 1938 година завършва Философския факултет на Скопския университет със специалност „югославска книжовност“. Пише докторат на тема „Стефан Верковиќ – собирач на македонски народни умотворби“ (1956).
След присъединяването на част от Вардарска Македония към България работи като помощен персонал в скопското кметство, оглавено от Спиро Китинчев. Става член на комунистическата съпротива и е председател на нелегалния комитет за Скопие на Народоосвободителните комитети. След войната работи в Министерството на търговията, генерален секретар на Скопския университет, професор във Философския (по-късно Филологическия) факултет, декан на този факултет, ректор на университета, член на Съвета на републиката и други. Пенушлиски е доктор на филологическите науки и почетен член на Дружеството на писателите на Македония.
Пенушлиски е баща на художника Илия Пенушлиски, съпруг на политика Илинка Митрева.